# Trabajo inmaterial
El trabajo inmaterial es un marco marxista y autónomo para describir cómo se produce el valor de las actividades afectivas y cognitivas, que, de diversas maneras, se mercantilizan en las economías capitalistas. El concepto de trabajo inmaterial fue acuñado por el sociólogo y filósofo italiano Maurizio Lazzarato en su ensayo "Trabajo inmaterial" de 1996, publicado como una contribución al pensamiento radical en Italia y editado por Virno y Hardt. Se reeditó en 1997 como: Lavoro immateriale. Forme di vita e produzione di soggettività. (Ombre corte). Lazzarato participó en el grupo Autonomia Operaia como estudiante en Padua en la década de 1970, y es miembro del grupo editorial de la revista Multitudes. Los eruditos post-marxistas, incluidos Franco Berardi, Antonio Negri, Michael Hardt, Judith Revel y Paolo Virno, entre otros, también han empleado el concepto.

## Áreas de aplicación

### Capitalismo Digital
Los estudios sobre el trabajo inmaterial han incluido el análisis de industrias de alta tecnología; esto a pesar de que el trabajo inmaterial se entiende como un concepto anterior a las tecnologías digitales, específicamente en el desempeño de roles domésticos y de género, y otros aspectos del trabajo afectivo y cognitivo.
Los temas comúnmente asociados con el trabajo inmaterial en el contexto de Internet incluyen: trabajo digital, producción entre pares basada en bienes comunes y producción de contenido generado por el usuario, que puede incluir código abierto, software libre, crowdsourcing y acuerdos de licencia flexibles, así como el colapso de los derechos de autor en medio de las ambigüedades de compartir trabajos creativos en la era digital, el trabajo de cuidado digital y otras condiciones producidas por la participación en entornos sociales dentro de la economía digital del conocimiento.

### Feminismo
El feminismo adoptó discusiones sobre el trabajo inmaterial para describir las condiciones alienantes y las labores relacionadas con el trabajo de cuidado, el desempeño de género y el trabajo doméstico. La campaña de salario social, "Salarios para las tareas domésticas" ("Wages for housework", en inglés), cofundada en 1972 en Italia, por Selma James pidió un salario para el trabajo doméstico en medio de la privatización desigual y de género del trabajo de la producción social, donde los roles tradicionalmente femeninos como el trabajo de cuidado están subvaluados.
La escritora feminista poscolonial Lisa Nakamura, y otras, han descrito el trabajo inmaterial en el desempeño de la identidad en línea, la identidad racial y el desempeño de la identidad, o "avatarización del yo".
Nakamura se preocupa por el papel de las mujeres de color integradas, y con frecuencia socavadas, en el circuito de producción. En "Circuitos Indígenas: Mujeres Navajo y la Racialización de la Fabricación Electrónica Temprana", Nakamura recurre al Manifiesto Cyborg, de la teórica feminista Donna Haraway, para entender el papel de la cadena de producción y una mercantilización del trabajo textil de las mujeres Navajo. Esta relación entre el trabajo artesanal y el industrial se vincula con conceptos más amplios de estereotipos de género, vigilancia y políticas de identidad de la globalización. Su investigación histórica se presta a esta discusión más amplia: "Fueron citados como evidencia de que el trabajo digital, el trabajo de la mano y sus dígitos, podría ser fácilmente transferido del contexto cultural indígena al mundo de la innovación comercial tecnológica, beneficiando a ambos en el proceso."
Los acuerdos o contratos de consentimiento entre las redes sociales y las plataformas de contenido generado por el usuario y sus usuarios se han propuesto como una forma de minimizar el trabajo inmaterial al permitir que los usuarios tengan más control sobre el uso y la circulación del contenido, los datos y los metadatos que producen.

### Trabajos creativos
La idea de "trabajo creativo" ha sido analizada en el contexto del trabajo inmaterial.
También se ha argumentado que el intercambio ubicuo permitido por la era digital ha hecho más difícil para los artistas y creadores reclamar la autoría de sus obras, creando una situación inevitable de mano de obra inmaterial en la participación en muchas plataformas en línea.

### Inconmensurabilidad
Como no se puede pesar o medir de ninguna otra manera el efecto de la oración, una sonrisa, un elogio, un cumplido o una palmadita en el hombro, ni el desprecio, estamos dispuestos a descartar cualquier efecto de este tipo.
Del mismo modo la educación (aunque los docentes reciben pago). (Como dijo un hombre de Harvard: "Si crees que la educación es cara, entonces prueba la ignorancia") Aunque el afecto puede ser inmediato; el efecto podría permanecer inconmensurable.
Compartir una barra de pan reduce la cantidad disponible para cada uno; compartir el conocimiento solo lo aumenta.

## Crítica
Los críticos del término han argumentado que, si bien el trabajo puede producir bienes afectivos y cognitivos que pueden definirse como labores inmateriales, este siempre está incorporado-conectado al trabajo, manteniendo correlaciones entre el mundo físico-material.
Las feministas autónomas han cuestionado el uso de la palabra "inmaterial" para describir el trabajo afectivo y de cuidado, que necesariamente mantiene un componente afectivo y materializado.